# ویلیام آستبوری
ویلیام آستبوری (انگلیسی: William Astbury؛ زاده ۲۵ فوریهٔ ۱۸۹۸ درگذشته ۴ ژوئن ۱۹۶۱) یک فیزیک‌دان و زیست‌شناس مولکولی اهل بریتانیا بود.
او اولین کسی بود که با مطالعه الگوهای پراش اشعه ایکس به مطالعه ساختار نوکلئیک اسید ها پرداخت